# هتروپلاسمی
هتروپلاسمی یا ناهمگونی (انگلیسی: Heteroplasmy) به حضورِ بیش از یک نوع ژنوم اندامکی (دی‌ان‌ای میتوکندریایی یا دی‌ان‌ای پلاستیدی) «در درون یک سلول» یا «در یک شخص» گفته می‌شود و یکی از عوامل مهم تعیینِ شدتِ نقائص میتوکندریایی است.
از آنجایی که یوکاریوت‌ها صدها میتوکندری و صدها نسخه دی‌ان‌ای میتوکندریایی در هر یک از سلول‌هایشان دارند، احتمال زیادی وجود دارد که جهش‌های ژنتیکی فقط تعداد معدودی از میتوکندری‌ها را درگیر کند و تأثیری بر بقیه نداشته باشد.
اگرچه هتروپلاسمی بعضاً، عواقب سوئی دارد و مطالعات فراوانی دربارهٔ آن انجام شده، اما گاهی هم سودمندی‌ها را در پی دارند. به عنوان مثال، نشان داده شده که افراد صدساله هتروپلاسمی بیشتری نسب به میانگین رایج دارند.
میکروهتروپلاسمی در بسیاری از افراد دیده می‌شود و معنی‌اش آن است که صدها جهش مستقل در یک ارگانیسم به وجود می‌آید که البته هر جهش، تنها ۲–۱٪ از کلِ ژنوم میتوکندریایی را تشکیل می‌دهد.